# Maguing
Maguing è una municipalità di terza classe delle Filippine, situata nella Provincia di Lanao del Sur, nella Regione Autonoma nel Mindanao Musulmano.
Maguing è formata da 34 baranggay:
- Agagan
- Balagunun
- Balawag
- Balintao
- Bato-bato
- Bolao
- Borocot
- Borrowa
- Botud
- Buadiangkay
- Bubong
- Bubong Bayabao
- Camalig
- Cambong
- Dilausan (Pob.)
- Dilimbayan
- Ilalag

- Kianodan
- Lilod Borocot
- Lilod Maguing
- Lumbac
- Lumbac-Dimarao
- Madanding
- Madaya
- Maguing Proper
- Malungun
- Malungun Borocot
- Malungun Pagalongan
- Pagalongan
- Panayangan
- Pilimoknan
- Pindolonan
- Ragayan (Rungayan)
- Sabala Dilausan